# Ted Bundy
Theodore Robert Bundy (nacido Cowell; Burlington, Vermont, 24 de noviembre de 1946-Bradford, Florida, 24 de enero de 1989) fue un asesino en serie estadounidense que secuestró, violó y asesinó a decenas de mujeres jóvenes durante la década de 1970 y posiblemente antes.
Las víctimas de su interés eran jóvenes blancas de entre 15 y 25 años y, en su mayoría, universitarias. Después de más de una década negándolo, confesó los homicidios de mujeres que cometió en siete estados, entre 1974 y 1978. Se desconoce el número exacto de víctimas. El FBI comprobó 36 asesinatos, por lo que fue condenado a muerte y ejecutado en la silla eléctrica el 24 de enero de 1989.
Sus víctimas lo encontraban atractivo y carismático, y Bundy aprovechó esto para ganarse su confianza. Por lo general, se acercaba a ellas en lugares públicos y fingía estar discapacitado o herido, o fingía ser una figura de autoridad. Luego de intimidarlas, las agredía y las llevaba a un lugar más remoto. A veces visitaba los lugares donde habían ocurrido los asesinatos durante horas y cuidaba del cadáver y tenía relaciones sexuales con él hasta que la descomposición o destrucción por animales salvajes hacía imposible cualquier interacción posterior. Decapitó al menos a doce de sus víctimas y guardó algunas de las cabezas en su apartamento durante un tiempo como recuerdo. En algunas ocasiones, simplemente irrumpió en residencias y mató a golpes a las víctimas mientras dormían.

## Infancia
Hijo biológico de un veterano de la Fuerza Aérea (a quien nunca conoció) y de Louise Cowell, vivió sus primeros cuatro años en casa de sus abuelos maternos. Durante este tiempo, creyó que sus abuelos eran sus padres y que su madre era su hermana mayor.
En 1950, Ted y su madre se mudaron a Tacoma (Washington) con otros familiares, debido al maltrato de su abuelo materno a su abuela y su madre. Instalados en Tacoma, Louise conoció a Johnnie Culpepper Bundy, un cocinero del Ejército con el que se casó en mayo de 1951 y del cual Ted posteriormente adoptaría el apellido. El matrimonio tuvo cuatro hijos, pero Ted nunca creó un lazo afectivo con el marido de su madre.

## Universidad

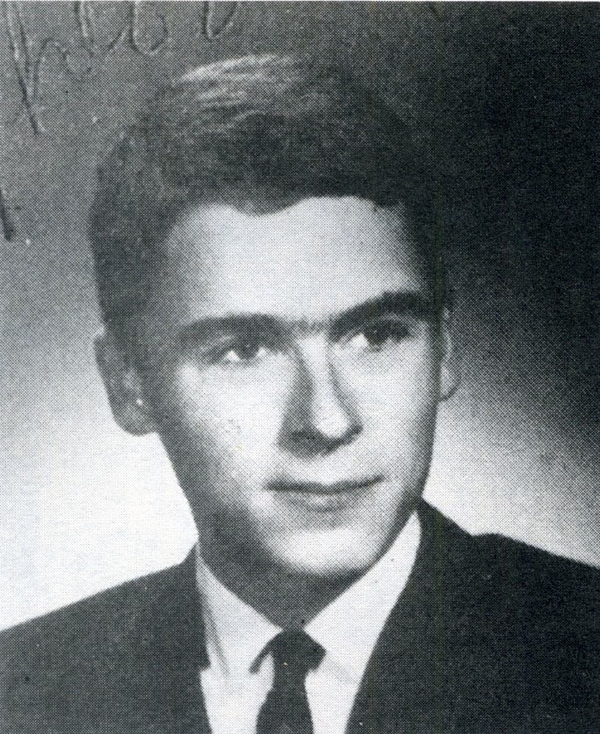
Bundy como colegial, 1965

Después de graduarse de la escuela secundaria en 1965, Bundy estudió en la Universidad de Puget Sound (UPS) durante un año antes de trasladarse a la Universidad de Washington (UW) para estudiar idiomas chinos. En 1967, tuvo una aventura con una compañera de clase de la Universidad de Washington a quien le dieron varios nombres falsos en las biografías de Bundy, generalmente "Stephanie Brooks" (seudónimo de Dayanne), una joven de una familia acomodada. Brooks fue el sueño hecho realidad de Bundy, pero dos años después ella se graduó en Psicología y finalizó la relación por considerar que su pareja era indiscreta y carecía de objetivos claros en la vida. Bundy nunca superó la ruptura y se obsesionó con ella, manteniendo contacto a través de cartas en un intento de reconquistarla.
A principios de 1968, abandonó la universidad y consiguió una serie de trabajos con salario mínimo. También se ofreció como voluntario en la oficina de Seattle de la campaña presidencial de Nelson Rockefeller, y se convirtió en conductor y guardaespaldas de Arthur Fletcher durante su candidatura a vicegobernador de Washington. Paralelamente inició una relación de cinco años con Elizabeth Kloepfer (seudónimo de Meg Anders), una divorciada con una hija pequeña. Sin embargo, Kloepfer desconocía que su novio había estado saliendo con una chica de San Francisco, California, con la que se seguía escribiendo cartas.
A mediados de 1970, Bundy se centró en la orientación a objetivos y se volvió a matricular en la Universidad de Washington, esta vez con especialización en psicología. Fue un estudiante aplicado y con buenas notas en la universidad, donde se graduó como Psicólogo en 1972.  
Durante el siguiente año, todo fue bien: envió solicitudes de admisión a escuelas de Derecho y estuvo involucrado en actividades comunitarias. Incluso obtuvo una condecoración de la Policía de Seattle por salvar a un niño de tres años de morir ahogado. También se relacionó con figuras importantes del Partido Republicano. A principios de 1973, a pesar de tener una puntuación baja en la prueba de admisión a la facultad de derecho (LSAT), Bundy fue admitido en las facultades de derecho de la Universidad de Puget Sound y en la Universidad de Utah, gracias a cartas de recomendación de Daniel J. Evans (gobernador de Washington de 1965 a 1977, con el que Bundy trabajó durante su campaña de reelección), Ross Davis (presidente del Partido Republicano del Estado de Washington) y varios profesores de psicología de la Universidad de Washington. Durante un viaje a California por el Partido Republicano en el verano de 1973, Bundy se reencontró con Brooks, con la que mantuvo una relación que duró entre el verano e invierno de ese mismo año. Ella quedó sorprendida por sus notables cambios: Bundy ahora era un profesional y parecía estar en auge en su carrera legal y política. Al mismo tiempo, Bundy también estaba saliendo con Kloepfer y ninguna de las dos se conocía. En el otoño de 1973, fue admitido en el Instituto de Derecho de UPS (Universidad de Puget Sound), y continuó persiguiendo a Brooks, quien también voló a Seattle varias veces para estar con Bundy. En un momento, los dos hablaron sobre el matrimonio y Bundy le presentó a Brooks a Ross Davis como su prometida. Al final, Bundy la abandonó sin que ella volviera a saber nunca más de él. 
Durante este tiempo, Bundy comenzó a faltar a sus clases de Derecho y en abril de 1974 dejó de asistir a clases por completo, mientras que las mujeres jóvenes de la zona comenzaron a desaparecer.

## Antes de los asesinatos
Antes de comenzar a asesinar, perpetró una serie de hurtos en casas y comercios.
El 4 de enero de 1974, entró en la habitación de la universitaria Joni Lenz , de 18 años, a quien golpeó con una barra de hierro y violó. Al día siguiente, la joven fue hallada malherida y sobrevivió con un daño cerebral permanente. Bundy tenía entonces veintisiete años. 
En la noche del 31 de enero de 1974, atacó a la estudiante de Psicología de la Universidad de Washington, Lynda Ann Healy, de 21 años. Bundy entró a su dormitorio, la dejó inconsciente con un golpe y la sacó de la escuela. Nadie notó la ausencia de la joven hasta el día siguiente. La Policía no estableció ninguna conexión entre las dos agresiones y tampoco se hicieron mayores pruebas ni estudios de la escena del crimen. Los restos de Lynda Ann fueron descubiertos un año después en una montaña cercana.

## Comienzo de los asesinatos de Ted Bundy

### Asesinatos en Washington
Entre febrero y julio de 1974, desaparecieron varias universitarias y madres jóvenes. Se calcula que fueron ocho víctimas a las que atacó de noche, hasta que comenzó a hacerlo de día. La policía había iniciado una investigación y contaba con descripciones que apuntaban a un hombre que solicitaba ayuda a chicas que jamás volvían a ser vistas. El individuo tenía la particularidad de ir cargado con libros y llevar un brazo enyesado o en cabestrillo. También hubo testigos que observaron a un hombre que solía tener «problemas» para arrancar su Volkswagen, el cual había sido visto dando vueltas por el sitio donde desaparecieron dos de las jóvenes asesinadas.
El 9 de febrero, Carol Valenzuela, de 20 años, desapareció de Vancouver (Canadá). Su cadáver fue descubierto en octubre de 1974 junto con otro cuerpo sin identificar. El 12 de marzo, Donna Manson, de 19 años, fue vista por última vez mientras iba a un concierto de jazz en el campus de la universidad en la que estudiaba. El 17 de abril, Susan Rancourt, de 18 años, caminaba por los jardines del Central Washington State College cuando desapareció. El 6 de mayo, desapareció Roberta Parks, de 20 años, quien había quedado con unas amigas para tomar café. Nunca llegó a su destino. Parks se encontró con un hombre aparentemente lesionado que le pidió ayuda para subir unas cosas a su vehículo. Nunca más fue vista.
El 1 de junio, Brenda Ball, de 22 años, salió de la Taberna Flame en Burien (Washington) después de comentarles a sus amigos que iba a buscar a alguien que la llevara a Sun City (California). La última vez que la vieron estaba hablando con un hombre con el brazo en un cabestrillo. Diecinueve días más tarde se descubrió que Ball nunca llegó a su destino. En la madrugada del 11 de junio, Georgann Hawkins, de 18 años, perteneciente a la fraternidad Kappa Alpha Theta de Seattle, desapareció después de despedirse de su novio e ir a buscar unos libros para un examen de español. Su compañera de habitación y la encargada del dormitorio comunicaron su desaparición a la mañana siguiente.
El 14 de julio, la universitaria Janice Ott dejó una nota a su compañera de habitación avisándole que se iba en bicicleta al parque del lago Sammamish. Ahí se le vio conversar con un hombre que tenía el brazo enyesado y le pedía ayuda para cargar libros en su auto. Ese mismo día, secuestró a Denise Naslund, que estaba pasando el día con su novio y amigos. Sus restos fueron encontrados cerca de una vía de servicio en Issaquah, a veintisiete kilómetros al este de Seattle y a poca distancia del lago Sammamish.

### Asesinatos en Utah

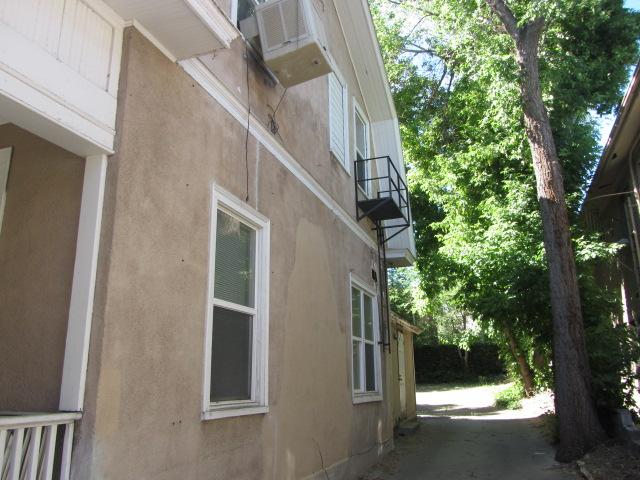
Casa en Salt Lake City donde Bundy vivió entre septiembre de 1974 y octubre de 1975, con la escalera de incendios por la que se colaba en su habitación y las ventanas del trastero donde escondía recuerdos fotográficos de sus asesinatos

Bundy despistaba a la policía porque sabía cómo mudar su aspecto físico. Se cambiaba el peinado, se dejaba crecer la barba y bigote o se los afeitaba. También cambió de residencia y se mudó a Midvale (Utah), donde el 30 de agosto de 1974 se matriculó como estudiante en la Facultad de Derecho en la Universidad de Utah. En octubre de dicho año cometió los siguientes crímenes:
El 2 de octubre, asesinó a Nancy Wilcox, de 16 años, cuando se acercaba a una tienda de su barrio. Su cuerpo nunca fue hallado. El 11 de octubre, Rhonda Stapley, estudiante de farmacia de 21 años, esperaba el autobús para ir a la facultad, cuando Bundy se ofreció a acercarla allí en su Volkswagen. Con la excusa de ir al zoológico, estacionó su vehículo en un lugar apartado y violó a la chica durante horas, a la vez que la estrangulaba y aflojaba la presión para que siguiera con vida. En un momento en que Ted regresó al vehículo, consiguió escapar y llegar a la facultad, pero en vez de denunciarlo, lo ocultó durante cuarenta años por miedo a ser rechazada. El 18 de octubre, secuestró a Melissa Smith, la hija del sheriff local. La raptó mientras ella se dirigía a pasar la noche en casa de una amiga. Su cadáver fue encontrado nueve días después en Summit Park, después de torturarla y violarla durante cinco días. El 30 de octubre, desapareció Laura Aimee, de 17 años, cuando volvía de una fiesta de Halloween. Su cadáver fue encontrado en los Montes Wasatch mostrando signos de haber sido golpeada en la cabeza con una cuña de metal y violada. Sin embargo, parecía que Bundy conocía a la muchacha debido a que hubo muchos testigos amigos que le contaron a la Policía que estuvo acosándola y apareciéndose en lugares que la muchacha conocía y frecuentaba. 
La Policía inició una investigación y descubrió similitudes en el modus operandi de algunos asesinatos ocurridos en Washington. Entre ambas comisarías elaboraron un retrato robot del posible aspecto que tendría el asesino. 

### Primeros indicios

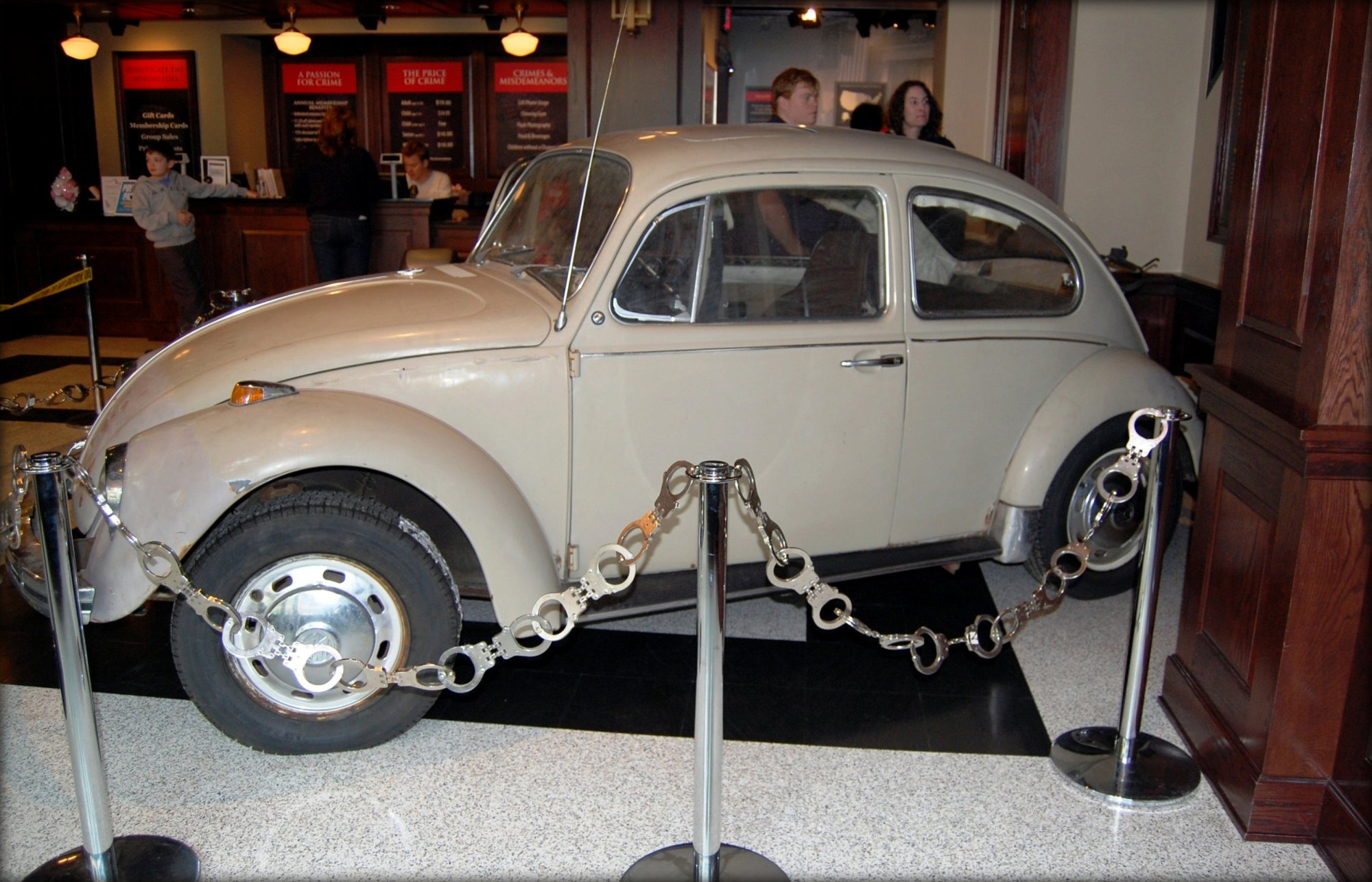
El Volkswagen Beetle que Bundy utilizó para atrapar a sus víctimas ahora se exhibe en el Museo Nacional del Crimen y Castigo en Washington D. C.

El 8 de noviembre de 1974, Bundy se acercó a Carol DaRonch en el Fashion Place Mall en Murray, Utah. Haciéndose pasar por un oficial de policía, le informó que habían intentado robar su coche. DaRonch subió al auto de Bundy bajo la falsa creencia de que iban a la comisaría para presentar un informe. Después de detener abruptamente el coche, Bundy sacó una pistola y le esposó una muñeca. Ella luchó y consiguió apartarse antes de que Bundy pudiera fijar el otro extremo de las esposas. Ella lo golpeó en la cara y salió corriendo y consiguió que un conductor que pasaba la llevara a la comisaría de policía. Una vez allí, DaRonch narró lo sucedido y así se obtuvo la descripción del hombre, del vehículo y el tipo de sangre del atacante.
Esa misma noche (8 de noviembre), Debby Kent, de 17 años, desapareció del aparcamiento del instituto escolar Viewmont, donde había acudido junto a sus padres a ver una obra de teatro. Los familiares, preocupados por la tardanza de Debby, llamaron a la policía que, tras una búsqueda por el estacionamiento, encontraron la llave de un par de esposas. La llave pertenecía a las esposas con las que, horas antes, se había presentado Carol DaRonch en la comisaría de policía. 
La directora de la obra de teatro, Jean Graham, declaró que durante la actuación un hombre de aspecto parecido al del sospechoso le había solicitado que lo acompañara al aparcamiento para identificar un vehículo, pero ella se había negado porque estaba ocupada con la obra.
Casi un mes después de ocurridos los hechos, un hombre llamó a la policía para informar que la noche de la desaparición de Debby Kent había visto salir precipitadamente un Volkswagen de color claro del estacionamiento del instituto.

### Asesinatos en Colorado
Durante los primeros siete meses de 1975, Bundy siguió con sus crímenes.
El 12 de enero, Caryn Campbell, de 23 años, acompañó a su prometido, el doctor Raymond Gadowski, a un seminario en Aspen (Colorado). Mientras descansaban en el salón del hotel, ella subió a la habitación para buscar una revista. El doctor Gadowski y sus hijos, al ver que no regresaba, decidieron ir a buscarla pero no la encontraron. A media mañana se dio aviso a la policía de su desaparición. Un mes después, un trabajador encontró el cadáver congelado de Campbell en un banco de nieve a tres kilómetros del hotel. Había sido violada y brutalmente golpeada. No se encontró evidencia alguna del atacante. 
El 1 de marzo, fue descubierto un cráneo en una zona boscosa de las montañas Taylor (estado de Washington). Pertenecía a Brenda Ball. La policía realizó una amplia búsqueda por los alrededores y tres días después encontraron partes de los cuerpos de Lynda Healy, Susan Rancourt y Roberta Parks. Posteriormente se hallaron otros restos que fueron identificados como pertenecientes a Donna Mason. Sin embargo, el descubrimiento de algunas de las víctimas no detuvo a Bundy. El 15 de marzo, secuestró a Julie Cunningham, de 26 años, cuando se dirigía a una taberna en Vail (Colorado). Su cuerpo no ha sido hallado todavía. 
El 6 de abril, tras discutir con su marido, Denise Oliverson, de 25 años, decidió ir a visitar a sus padres en Grand Junction (Colorado). Denise no regresó aquella tarde, pero tampoco llegó a casa de sus padres. Desapareció y su cuerpo aún no ha sido encontrado. El 15 de abril, Melanie Cooley, de 18 años, desapareció cuando regresaba del instituto. Un trabajador de caminos descubrió su cadáver el 23 de abril. La chica había sido golpeada con una barra, tenía las manos atadas a la espalda y una funda de almohada había sido anudada con bastante presión alrededor de su cuello. 
El 1 de julio, Shelley Robertson, de 24 años, decidió viajar por el país en autostop. Sus amigos no se preocuparon demasiado cuando pasaron varios días sin verla. Hubo testigos que la vieron en una gasolinera hablando con un hombre que conducía un viejo camión. El 21 de agosto su cadáver fue descubierto por dos estudiantes en el pozo de una mina cercana a Georgetown (Colorado).
En los juicios posteriores, Bundy nunca aceptó los asesinatos que había cometido.

## Identificación y posterior captura
Debido al retrato robot del asesino, una amiga cercana de Meg Anders lo reconoció como Ted Bundy. Meg Anders también llamó de manera anónima a la Policía sugiriendo que su novio podría tener algo que ver con los asesinatos. A pesar de que se facilitaron fotos recientes de Bundy a la policía, los testigos no lograron identificarlo. La policía desechó esa pista para centrarse en otros informes. La atención hacia Ted Bundy se disipó hasta algunos años más tarde.
Bundy adoptó la estrategia de trasladarse de un estado a otro para evitar que la policía descubriera su patrón de actuación. Con el paso del tiempo, sus ataques se volvieron cada vez más erráticos y temerarios. Algunas de sus víctimas se convirtieron en testigos, lo que más tarde haría posible el proceso judicial contra Bundy.
El 16 de agosto de 1975, un patrullero detuvo un Volkswagen en Salt Lake City para comprobar su matrícula. El sospechoso se dio a la fuga, pero fue detenido poco después. En el vehículo se encontró un kit de herramientas compuesto por una palanca de metal, esposas, cinta, linterna, cuerdas y otros objetos que dieron inicio a una investigación a gran escala de Theodore Robert Bundy.

## Primer juicio

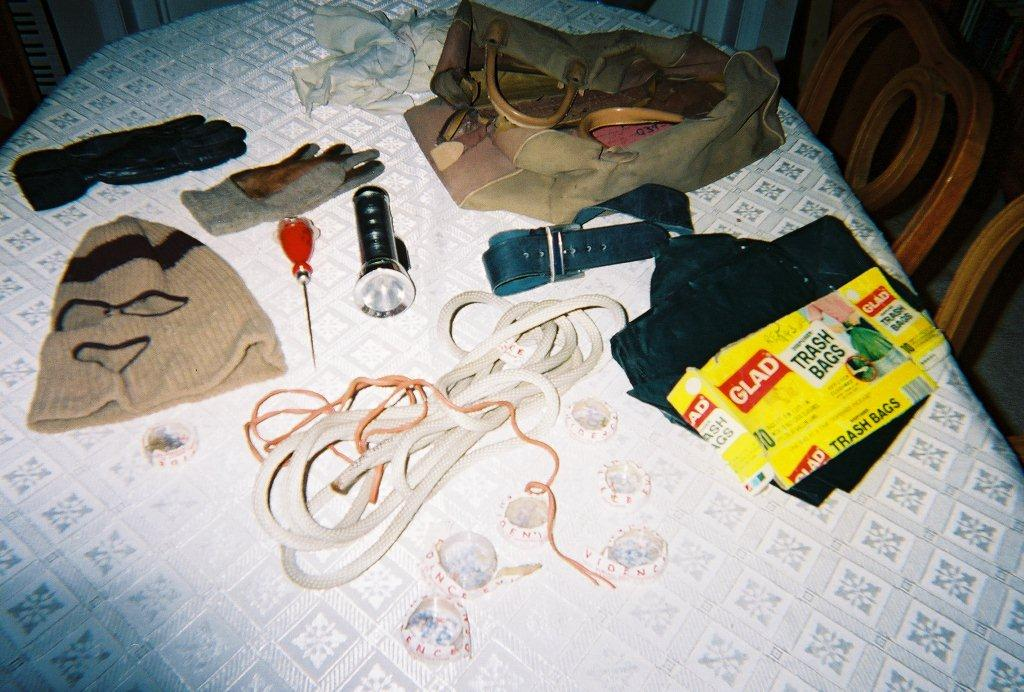
Pruebas encontradas en el Volkswagen de Bundy en Utah en 1975

El 23 de febrero de 1976, comenzó el juicio contra Ted Bundy por secuestro agravado. Tenía veintinueve años y entró en la sala con la confianza de que no existían pruebas suficientes contra él. Sin embargo, Carol DaRonch lo señaló como el hombre que intentó secuestrarla y amenazó con matarla. Él negó conocerla, pero carecía de coartada. El 30 de junio de 1976, fue sentenciado a una condena de 15 años de prisión con posibilidad de libertad condicional.
En prisión, los médicos le efectuaron pruebas psicológicas y toxicológicas concluyendo que no era psicótico, ni drogadicto, ni alcohólico, ni tampoco sufría algún tipo de daño cerebral. Los resultados de las pruebas permitieron seguir preparando procesos judiciales en su contra.
Las pruebas periciales del Volkswagen determinaron que las muestras de pelo encontradas en el vehículo pertenecían a Melissa Smith (secuestrada y asesinada el 18 de octubre de 1974) y a Caryn Campbell (secuestrada y asesinada el 12 de enero de 1975 en Colorado). Exámenes posteriores revelaron que las contusiones cerebrales en ambos cuerpos podían haber sido ocasionadas por la palanca encontrada en el coche de Bundy. La policía de Colorado levantó cargos por asesinato el 22 de octubre de 1976.
Bundy concedió una entrevista en televisión el 17 de marzo de 1977. Cuando fue entrevistado, cumplía sentencia por secuestro y estaba a la espera de otro juicio por asesinato. En abril de ese mismo año, fue trasladado a la prisión del condado de Garfield, Colorado.

### Fugas
Durante los preparativos de su segundo juicio, Bundy despidió a sus abogados y decidió defenderse a sí mismo. Por ese motivo se le permitió visitar la Biblioteca de la Corte de Aspen (Colorado). El 7 de junio de 1977, saltó desde la ventana de la biblioteca, lesionándose el tobillo. Aun así, eludió a la policía durante seis días y sobrevivió robando y durmiendo en una cabaña abandonada. La policía lo atrapó cuando trataba de robar otro Volkswagen que tenía las llaves puestas.
Volvió a escapar el 30 de diciembre de 1977, cuando trepó al techo de una de las estaciones de la cárcel para desde ahí acceder a otra parte del techo que conducía al armario de un departamento vacío del penal. Esperó a que no hubiera nadie cerca y salió por la puerta delantera de uno de los departamentos de los funcionarios de prisiones. Hasta la mañana siguiente, pasadas quince horas, no se dieron cuenta de su desaparición. Esta vez huyó a Chicago y Florida bajo el seudónimo de Kenneth Misner.

## Últimos crímenes y arresto

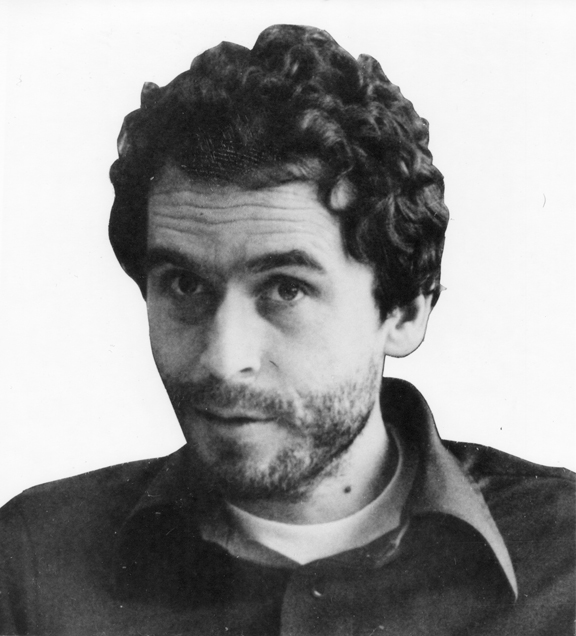
Foto del FBI de Bundy cuando lo colocaron en la lista de los diez fugitivos más buscados, 1978

En enero y febrero de 1978 cometió sus últimos crímenes.
El 14 de enero, el edificio de la fraternidad Chi Omega, de la Universidad de la Florida en Tallahassee, estaba semivacío cuando Nita Neary volvió de madrugada. Le extrañó que la puerta estuviera abierta y decidió esconderse. Vio salir del edificio a un hombre con gorra azul y una carpeta envuelta en un trapo. Creyendo que habían asaltado la fraternidad, fue en busca de su compañera Karen Chandler, a quien encontró tambaleándose por el pasillo, gravemente herida. Otra compañera, Kathy Kleiner, fue hallada con vida, aunque malherida, en su habitación. La policía encontró el cadáver de Lisa Levy, que había sido golpeada en la cabeza y violada brutalmente. También estaba el cadáver de Margaret Bowman, estrangulada mientras dormía, con un golpe en la cabeza que le destrozó el cráneo. El resto de las chicas no pudieron aportar más pistas, salvo el testimonio de Nita Neary.
No lejos de allí, Bundy atacó a Cheryl Thomas, que sobrevivió a una paliza brutal. Su cráneo fue fracturado en cinco lugares, tenía la mandíbula rota y un hombro dislocado. La joven sufrió pérdida permanente de la audición y problemas de equilibrio. En la escena del crimen se encontraron evidencias corporales, como cabello y sangre del agresor.
El 9 de febrero, secuestró a Kimberly Leach, de 12 años, en Lake City. Su amiga Priscila narró a la policía que la había visto subirse a una camioneta blanca con un hombre del que no pudo aportar más datos. Bundy la secuestró mientras regresaba a la escuela por un bolso que había olvidado. La convenció para irse con él y la llevó a un lugar aislado para agredirla sexualmente. Murió durante la violación. En Florida, ocho semanas después, fue encontrado su cuerpo.
Tras el asesinato de Leach, Bundy regresó a su apartamento de Tallahassee. Al parecer, se deshizo de la furgoneta blanca que utilizaba y casi fue detenido cuando intentaba robar otro vehículo. Escapó cuando el agente lo dejó solo mientras revisaba las placas del coche robado. Cuando regresó a su apartamento, limpió posibles huellas, robó un Volkswagen y finalmente se marchó de Tallahassee. Tras algunos intensos enfrentamientos con los empleados del hotel con relación a sus tarjetas de crédito (eran robadas y habían sido denunciadas), Bundy fue a parar a Pensacola, Florida, donde las placas del auto robado fueron reconocidas por el policía de patrulla David Lee, que lo detuvo después de una corta persecución y una breve lucha. Era la tercera vez que era detenido por temas de tráfico.
El 17 de febrero de 1978, se le tomó declaración y reveló su nombre, ya que había dudas sobre su identidad, dado el diferente modus operandi observado en Florida. Bundy manifestó su descontento cuando el oficial de policía que le tomó sus datos preguntó como se escribía su nombre, ya que Bundy esperaba que todos ya lo sabrían.

## Juicios

### Fraternidad Chi Omega

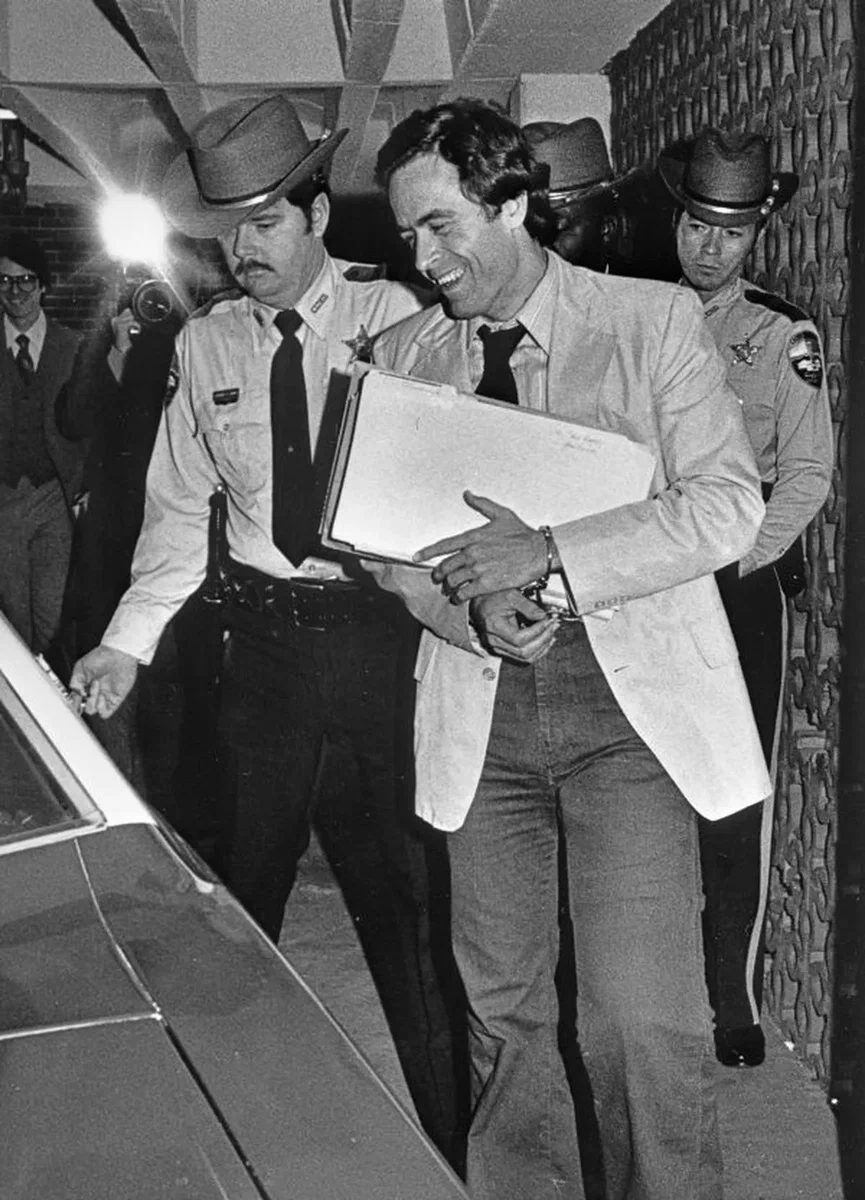
Bundy saliendo del Palacio de Justicia del Condado de Leon, Tallahassee, 1979

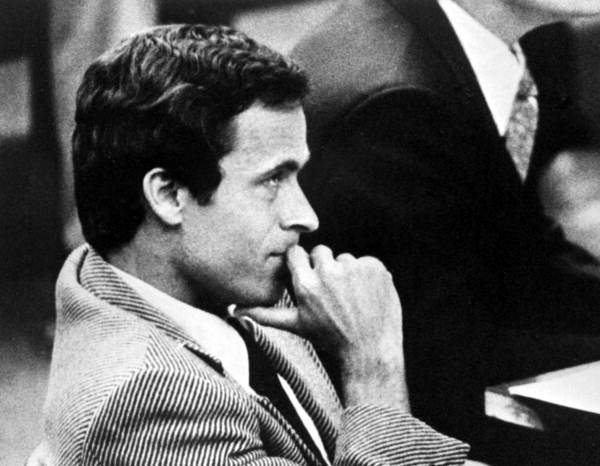
Bundy en el tribunal durante su juicio final en Miami en 1979

El 25 de junio de 1979, en Miami (Florida), se le juzgó por los crímenes de la fraternidad Chi Omega. Fueron nombrados como los «delitos de la década», y tuvieron tal impacto en la opinión pública que hicieron que gran parte de los estadounidenses consideraran a Bundy como la encarnación del mal. 
Bundy prescindió de abogado y se defendió a sí mismo, pero las evidencias contra él serían aplastantes. Primero fue el testimonio de Nita Neary, que lo señaló como el hombre al que vio salir de la fraternidad con una gorra puesta. Después subió al estrado el odontólogo Richard Souviron, quien determinó que las marcas de dientes encontradas en el cuerpo de Levy coincidían con la dentadura de Bundy. Testigos de cargo y descargo fueron llamados por ambos lados (incluyendo a Louise Bundy) para la defensa. Bundy lloró durante el testimonio de su madre (una muestra de emoción fingida). Al jurado se le permitió escuchar los detalles del secuestro de DaRonch.
El 24 de julio de 1979, tras seis horas y media de deliberación, el jurado lo declaró culpable. Él escuchó el veredicto sin mostrar ninguna emoción, a diferencia de su madre, quien suplicó piedad. Bundy afirmó ser víctima de una farsa, de un juicio injusto y abusivo, por lo que no tenía que pedir clemencia por algo que no había cometido. El juez Cowart lo sentenció a la pena de muerte en la silla eléctrica por los asesinatos de Lisa Levy y Margaret Bowman.

## Ejecución

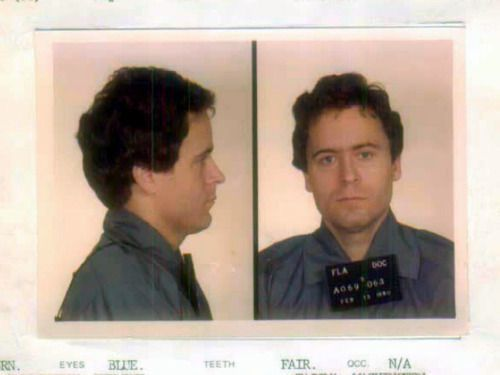
Bundy en una fotografía policial de identificación de recluso del Departamento Correccional de Florida (13 de febrero de 1980)

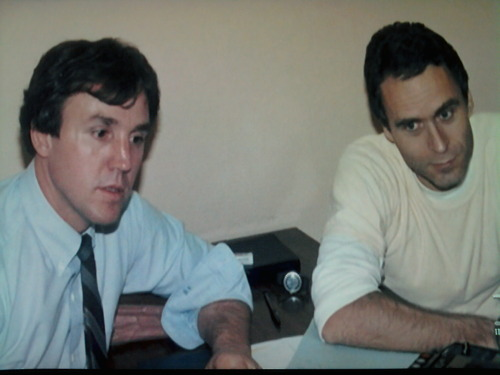
Bill Hagmaier y Bundy durante su última entrevista (23 de enero de 1989)

Nada fue fácil con Bundy y su ejecución no sería diferente. Siguió proclamando su inocencia y metódicamente agotó sus apelaciones. Representándose a sí mismo obtuvo numerosos retrasos a la ejecución, la primera el 4 de marzo de 1986, incluyendo unos quince minutos antes de la hora programada para morir, la segunda el 2 de julio de 1986, y otra el 18 de noviembre, a tan solo siete horas de la ejecución.
Bundy usaba y abusaba de su encanto personal y no dudó en utilizar esta capacidad en su lucha por retrasar su final. Resaltando tal rasgo, el criminólogo Robert Ressler estima que Bundy se favoreció, dado que la prensa interpretó mal aquel encanto personal suyo. Señala que, a diferencia de la imagen que de él brindaban los medios de comunicación, este no era «el Rodolfo Valentino de los asesinos en serie, sino un hombre brutal, sádico y pervertido».
Buscando aplazar el cumplimiento de su sentencia, le confesó al doctor Bob Keppel, jefe de investigadores del Departamento de Justicia de Washington D. C., con quien había colaborado tiempo atrás en la búsqueda de Gary Ridgway (asesino en serie conocido como The Green River Killer), algunos de los lugares en donde guardaba los restos de unas cuantas de sus víctimas. En su casa fueron descubiertas algunas de las cabezas de sus víctimas. La conducta de Bundy fue catalogada como perversión y compulsión necrofílica.
El 17 de enero de 1989, obtuvo la fecha definitiva: iba a ser ejecutado una semana después. Bundy no había terminado su lucha para evitar la muerte y trató de mantener sus confesiones como cebo para obtener más tiempo de esa forma. Él y sus abogados pidieron una prórroga de tres años para que confesara los demás asesinatos. También trató de coaccionar a los familiares de sus víctimas para que solicitaran a la corte que le otorgaran más tiempo para poder confesar. A pesar de no conocerse el paradero de muchas de las víctimas, todas las familias se negaron.
Mientras permaneció encerrado, trató de diferir al máximo la fecha de su ejecución y fingió haber perpetrado mayor número de asesinatos, inventándose detalles y proporcionando datos inconexos para así ganar tiempo con las reconstrucciones y búsquedas. Llegó al colmo de proponer ayudar a las autoridades a detener a otros asesinos en serie, aprovechando que por aquel entonces hacía estragos el llamado caso del «asesino de Green River», otra secuencia de muertes violentas cometidas a prostitutas.
Considerando esta actitud, aquellos que estudiaron la personalidad criminal de Bundy destacaron que era un mentiroso compulsivo que tuvo la osadía, a medida que se acercaba la hora de su ejecución, de tratar de demorar el momento de la misma intentando engatusar a la policía y al FBI prometiendo confesar todos los crímenes que había cometido.
Bundy celebró un maratón de entrevistas y confesiones durante sus últimos días, aunque nunca estuvo dispuesto a admitir todo, especialmente los asesinatos de algunas de las víctimas más jóvenes. En su último día llamó a su madre y rechazó su última comida. Fue electrocutado en la silla eléctrica el 24 de enero de 1989 y declarado muerto a las 07:16 a. m. Tenía cuarenta y dos años, fue incinerado y sus cenizas fueron esparcidas en la cordillera de las Cascadas.

## Víctimas

### Confirmadas
La noche antes de su ejecución, Bundy revisó su recuento de homicidios con Hagmaier estado por estado, para un total de 30 víctimas: 
- en Washington, 11 (incluida Parks, secuestrada en Oregón pero asesinada en Washington; y tres de ellas no identificadas)
- en Utah, 8 (3 no identificadas)
- en Colorado, 3
- en Florida, 3
- en Oregón, 2 (ambas no identificadas)
- en Idaho, 2 (1 no identificada)
- en California, 1 (no identificada)

### 1974

#### Washington, Oregón
- 4 de enero: Karen Sparks (18 años): golpeada y agredida sexualmente en su cama mientras dormía en el Distrito Universitario; sobrevivió, pero la gravedad de sus heridas le provocó daño cerebral permanente.
- 1 de febrero: Lynda Ann Healy (21): golpeada mientras dormía y secuestrada en su dormitorio del sótano en Seattle (Washington). Luego fue decapitada y desmembrada post mortem; su mandíbula recuperada en el sitio de Taylor Mountain en 1975. Lynda Ann Healy. Segunda víctima de Bundy, asesinada el 1 de febrero de 1974

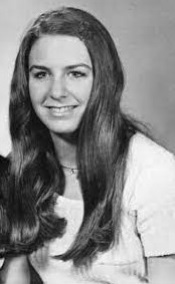
Lynda Ann Healy. Segunda víctima de Bundy, asesinada el 1 de febrero de 1974

- 12 de marzo: Donna Gail Manson (19): secuestrada mientras se dirigía a un concierto en el Evergreen State College de Olympia. El cuerpo fue abandonado, según Bundy, en el sitio de Taylor Mountain, pero nunca fue encontrado. Sin embargo, se especula que los restos parciales de una mujer no identificada descubierta cerca de Eatonville, Washington el 29 de agosto de 1978, podrían haber pertenecido a Manson. Según los informes, los restos y la ropa fueron destruidos el 10 de mayo de 1985, antes de que se pudiera realizar una identificación forense positiva. Donna Manson. Tercera víctima de Bundy, secuestrada el 12 de marzo de 1974. Su cuerpo no ha sido hallado

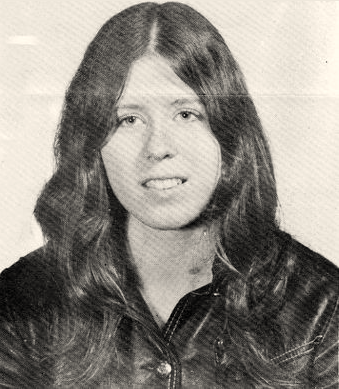
Donna Manson. Tercera víctima de Bundy, secuestrada el 12 de marzo de 1974. Su cuerpo no ha sido hallado

- 17 de abril: Susan Elaine Rancourt (18): desaparecida después de asistir a una reunión nocturna de asesores en el Central Washington State College. Su cráneo y mandíbula fueron recuperados en el sitio de Taylor Mountain en 1975. Ambos habían sido gravemente fracturados.
- 6 de mayo: Roberta Kathleen Parks (22): desaparecida de la Universidad Estatal de Oregón en Corvallis, Oregón. Su cráneo y maxilar inferior recuperados en el sitio de Taylor Mountain en 1975. La habían matado a golpes.
- 1 de junio: Brenda Carol Ball (22): desapareció después de salir de Flame Tavern en Burien, y fue vista por última vez en el estacionamiento, hablando con un hombre con el brazo en cabestrillo. Su cráneo fracturado y mandíbula inferior fueron recuperados en el sitio de Taylor Mountain en 1975.
- 11 de junio: Georgann Hawkins (18): Secuestrada en un callejón detrás de la casa de su hermandad. Sus restos esqueletizados fueron identificados por Bundy como los de Hawkins recuperados en el sitio de Issaquah. Hawkins sigue figurando como persona desaparecida. Georgann Hawkins

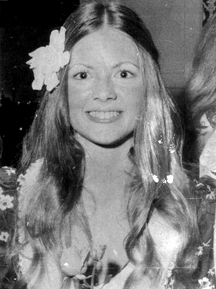
Georgann Hawkins

- 14 de julio: Janice Ann Ott (23): secuestrada en el parque estatal Lake Sammamish a plena luz del día, siendo vista por última vez saliendo del parque con Bundy, quien le había pedido ayuda para poner su velero en su automóvil. Sus restos óseos fueron recuperados en el sitio de Issaquah en 1974.
- 14 de julio: Denise Marie Naslund (19): secuestrada cuatro horas después de Ott en el mismo parque, siendo vista por última vez caminando hacia los baños. Sus restos óseos fueron recuperados en el sitio de Issaquah el mismo año.Denise Naslund, víctima de asesinato, en la foto de la edición del 17 de julio de 1974

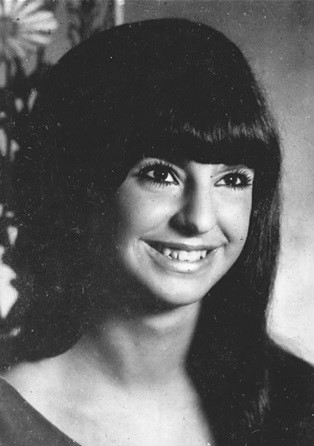
Denise Naslund, víctima de asesinato, en la foto de la edición del 17 de julio de 1974

#### Utah
- 2 de octubre: Nancy Wilcox (16): vista por última vez viajando en un Volkswagen Beetle amarillo cerca de su casa en Holladay, Utah, después de salir a comprar un paquete de chicles. Su cuerpo fue enterrado, según Bundy, cerca del Parque Nacional Capitol Reef, a 200 millas (321,9 km) al sur de Salt Lake City, pero nunca pudo ser localizado.
- 18 de octubre: Melissa Anne Smith (17): desapareció de Midvale, Utah, después de salir de una pizzería para caminar de regreso a su casa. El cuerpo fue encontrado nueve días después en la ladera de una colina en Summit Park, Utah. Le habían golpeado brutalmente la cabeza con una palanca y apaleado el cuerpo antes de morir.
- 31 de octubre: Laura Ann Aime (17): desapareció de Lehi (Utah), cuando regresaba a casa después de una fiesta de Halloween; "Cuerpo descubierto por excursionistas en American Fork Canyon" . Le golpearon la cara hasta dejarla irreconocible y la estrangularon y agredieron sexualmente.
- 8 de noviembre: Carol DaRonch (18): recogida en el centro comercial Fashion Place en Murray. Fue atraída por el disfraz de Bundy tras afirmar ser un oficial de policía que investigaba robos de vehículos en el estacionamiento. Ella escapó saltando del vehículo de Bundy después de que él, sin darse cuenta, le pusiera un par de esposas en la misma muñeca.
- 8 de noviembre: Debra Jean Kent (17): desaparecida después de abandonar una obra de teatro escolar en Bountiful, Utah; el cuerpo fue abandonado, según Bundy, cerca de Fairview, 100 millas (160,9 km) al sur de Bountiful. Se encontró una rótula que fue identificada positivamente por ADN como la de Kent en 2015.

### 1975

#### Utah, Colorado, Idaho
- 12 de enero: Caryn Eileen Campbell (23): desapareció del pasillo de un hotel en Snowmass, Colorado. Su cadáver fue descubierto en un camino de terracería cerca del hotel con fracturas de cráneo y heridas de arma blanca el 17 de febrero.
- 15 de marzo: Julie Lyle Cunningham (26): desapareció de Vail, Colorado, después de salir de su apartamento en el barrio de Apollo Park para visitar una taberna local. Su cuerpo fue enterrado según Bundy cerca de Rifle, 90 millas (144,8 km) al oeste de Vail, pero nunca fue encontrado.
- 6 de abril: Denise Lynn Oliverson (24): secuestrada mientras iba en bicicleta a casa de sus padres en Grand Junction, Colorado. Su cuerpo fue arrojado según Bundy al río Colorado a 5 millas (8 km) al oeste de Grand Junction, pero nunca fue localizado.
- 6 de mayo: Lynette Dawn Culver (12): secuestrada en Pocatello (Idaho), después de salir de la escuela secundaria Alameda para su hora de almuerzo. Su cuerpo fue arrojado, según Bundy, a lo que las autoridades creen que es el río Snake, pero nunca fue hallado.
- 28 de junio: Susan Curtis (15): desapareció durante una conferencia juvenil en la Universidad Brigham Young de Provo (Utah) tras dejar a sus amigos para regresar a su dormitorio y lavarse los dientes. Su cuerpo fue enterrado, según Bundy, a lo largo de una carretera cerca de Price, 75 millas (120,7 km) al sureste de Provo, pero no ha sido encontrado.

### 1978

#### Florida

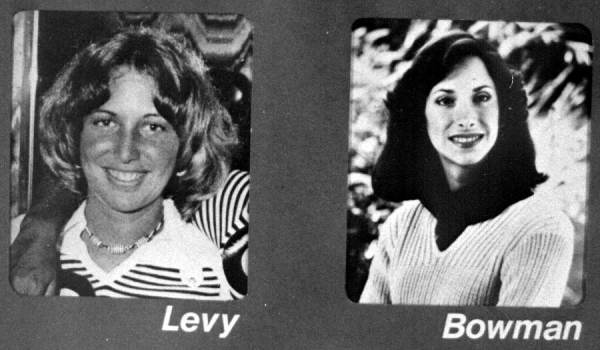
Lisa Levy y Margaret Bowman, asesinadas en la hermandad Chi Omega el 15 de enero de 1978

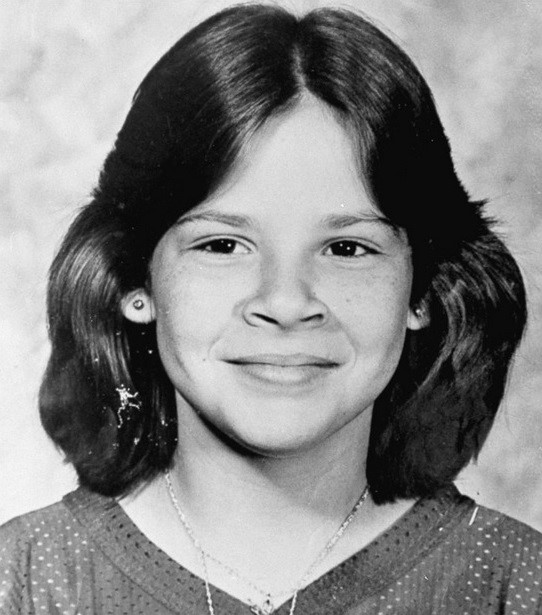
Kimberly Leach.

- 15 de enero: Margaret Elizabeth Bowman (21): golpeada y estrangulada mientras dormía en la hermandad de mujeres Chi Omega de la Universidad Estatal de Florida en Tallahassee (sin escena secundaria del crimen).
- 15 de enero: Lisa Janet Levy (20): golpeada, estrangulada, mordida y agredida sexualmente mientras dormía en la hermandad de mujeres Chi Omega de la Universidad Estatal de Florida (sin escena secundaria del crimen).
- 15 de enero: Karen Chandler (21): golpeada mientras dormía en la hermandad de mujeres Chi Omega de la Universidad Estatal de Florida; sobrevivió aunque tenía el cráneo fracturado y la mandíbula, el brazo derecho y los dedos aplastados.
- 15 de enero: Kathy Kleiner (21): golpeada mientras dormía en la hermandad de mujeres Chi Omega de la Universidad Estatal de Florida, lo que provocó que le rompieran la mandíbula y le desgarraran la mejilla derecha; sobrevivió.
- 15 de enero: Cheryl Thomas (21): golpeada mientras dormía, a ocho cuadras de Chi Omega; sobrevivió después de sufrir una fractura de mandíbula y cráneo que la dejó con sordera permanente y daño al equilibrio.
- 9 de febrero: Kimberly Dianne Leach (12): secuestrada en la escuela secundaria Lake City Junior High School en Lake City, Florida y fue vista por última vez siendo conducida a una camioneta blanca por un hombre que luego fue identificado como Bundy. Sus restos momificados fueron encontrados cerca del Parque Estatal Suwannee River, a 43 millas (69,2 km) al oeste de Lake City, con «violencia homicida en la región del cuello», según el atestado policial.

## Patología
En diciembre de 1987, Bundy fue examinado durante siete horas por la doctora Dorothy Otnow Lewis, psiquiatra de Yale University. El diagnóstico de Lewis estableció que era un maníaco-depresivo cuyos delitos ocurrían normalmente durante los episodios depresivos, retractándose después para afirmar que sufría un trastorno de personalidad múltiple. La doctora Lewis finalmente concluyó que la sociedad se encontraba ante un psicópata. 
Otros profesionales que estudiaron a Bundy, lo consideraron un caso especial, era sádico, necrófilo, carente de sentimiento de culpa y con la necesidad de hacer daño a otros para obtener placer sexual.
 Bundy le explicó detalladamente su infancia, en especial su relación con sus abuelos maternos, Samuel y Eleanor Cowell. Según Bundy, su abuelo Samuel Cowell era un diácono de su iglesia. La descripción estableció a su abuelo como un tirano abusador, Bundy lo describió como un racista que odiaba a los negros, los italianos, los católicos y los judíos. Además, declaró que su abuelo torturaba animales, golpeaba al perro de la familia y maltrataba a los gatos de los vecinos. También le dijo a Lewis que su abuelo mantenía una gran colección de pornografía en su invernadero, donde, según sus familiares, Bundy y un primo se colaban para ojearlas durante horas. También dijo que Samuel Cowell entraba en rabia violenta cuando el tema del padre del muchacho era mencionado por familiares que solían expresar escepticismo ante la historia que daba. Bundy describió a su abuela como una mujer tímida y obediente, quien ingresaba de forma esporádica a los hospitales para someterse a tratamiento por depresión. Tras los asesinatos de Chi Omega, Julia, la tía de Bundy, recordó en agosto de 1979 un incidente perturbador que tuvo con su joven sobrino. Después de recostarse para tomar una siesta, Julia se despertó rodeada de cuchillos de cocina de la familia Cowell. El pequeño Ted, de tan solo tres años de edad, estaba al pie de la cama sonriéndole.
Bundy usó tarjetas de crédito robadas para comprar más de treinta pares de calcetines mientras se escondía en Florida. Él mismo se consideraba fetichista de los pies.
En enero de 1989, Bundy fue entrevistado por James Dobson una tarde antes de su ejecución. En la entrevista, Bundy dijo que la pornografía violenta desempeñó un importante papel en sus crímenes sexuales. Según Bundy, cuando era niño encontró «fuera de casa, en el supermercado local, en una farmacia, pornografía suave... Y de vez en cuando encontraba libros pornográficos con contenido más explícito...». Bundy dijo: «Sucedió en etapas, poco a poco, mi experiencia con la pornografía en general, pero con la pornografía que presenta un nivel alto de violencia sexual, una vez que te vuelves adicto a ella, —y esto lo veo como una especie de adicción igual que otros tipos de adicción— comienzas a buscar todo tipo de material con cosas más potentes, más explícitas, más gráficas. Hasta llegar a un punto en el que la pornografía va tan lejos que comienzas a preguntarte cómo sería hacerlo en realidad».
Algunos investigadores creen que la permanente insistencia de Bundy en afirmar que la pornografía fue un factor contribuyente en sus crímenes, fue otro intento de manipulación. Una vana esperanza de impedir su ejecución diciéndole a Dobson lo que quería oír.
En una carta escrita poco antes de su fuga de la cárcel de Glenwood Springs, Bundy manifestó: «He conocido a personas que irradian vulnerabilidad... Sus expresiones faciales dicen: «Tengo miedo de ti». Estas personas invitan al abuso... Esperando ser lastimadas, ¿sutilmente lo fomentan?».
En una entrevista de 1980, hablando de la justificación en las acciones de un asesino en serie, Bundy dijo: «¿Qué es uno menos? ¿Qué significa una persona menos en la faz del planeta?»
Cuando los detectives de Florida pidieron a Bundy que les dijera en qué lugar había dejado el cuerpo de Kimberly Leach para darle paz a la familia, él supuestamente replicó: «Pero si soy el hijo de puta más duro que jamás han conocido».

## Cine
La vida y actos de Ted Bundy ha sido llevada al cine y la pequeña pantalla en numerosas ocasiones:
- The Deliberate Stranger (1986), película para televisión protagonizada por Mark Harmon.
- Ted Bundy (2002), dirigida por Matthew Bright.
- Un extraño a mi lado (2003), dirigida por Paul Shapiro (basada en el libro del mismo nombre de Anne Rule, quien conocía a Bundy personalmente).
- Un ángel caído (2016), dirigida por Jamie Crawford.
- Extremadamente cruel, malvado y perverso (2019), dirigida por Joe Berlinger, con Zac Efron como Ted Bundy y contada desde el punto de vista de su novia, interpretada por la actriz Lily Collins.
- Conversaciones con asesinos: Las cintas de Ted Bundy (2019), documental dirigido por Joe Berlinger y producido por Netflix.
- Ted Bundy: enamorada de un asesino (2020) documental creado por Amazon Prime Video que cuenta la historia de Elizabeth Kendall, quien fuera novia del asesino, su hija y otros supervivientes y conocidos.
- No Man of God (2021), dirigida por Amber Sealey con Luke Kirby en el papel de Bundy y Elijah Wood en el papel del interrogador del FBI Bill Hagmeier.
- Ted Bundy: American Boogeyman (2021), dirigida por Daniel Farrands, con Chad Michael Murray, Holland Roden, Lin Shaye, Greer Grammer, Jake Hays.
- Es mencionado en American Psycho (2000). Mientras Patrick Bateman mantiene una conversación con su secretaria. Bateman le cuenta como curiosidad que el primer perro de Bundy era un collie llamado "Lassie".